# Dywizja Józefa Zajączka

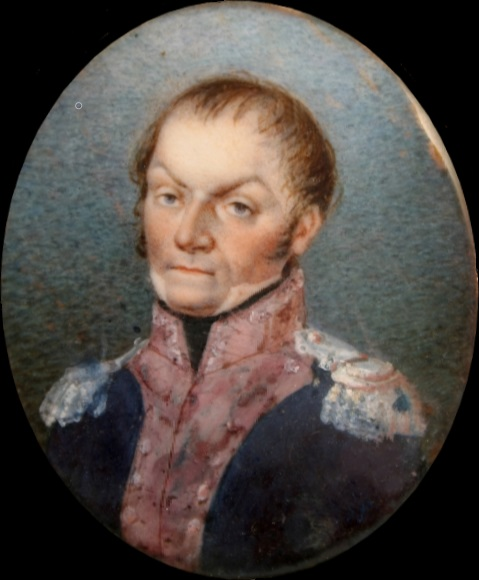
Józef Zajączek

Dywizja Józefa Zajączka – jedna z formacji zbrojnych okresu powstania kościuszkowskiego.

## Formowanie i struktura dywizji
Dywizja została sformowana w maju 1794 z części Dywizji Wielkopolskiej i Dywizji Wołyńsko-Podolskiej oraz garnizonu Warszawy. Walczyła 8 czerwca pod Chełmem, 29 czerwca pod Gołchowem i 9 oraz 10 lipca pod Gołkowem. Podczas obrony Warszawy 12 lipca, osłaniała miasto od strony Woli. Po odwrocie przeciwnika skierowała część swych sił na przedpole zachodnie Warszawy, a kilka oddziałów na prawy brzeg Wisły. Na przełomie października i listopada 1794 została przeformowana w małą komendę.
Dywizja nie miała standardowej organizacji. W każdym okresie składała się jednak z trzech rodzajów wojsk: piechoty i strzelców, kawalerii oraz artylerii. Podział wewnętrzny ograniczał się jedynie do tzw. komed. Występował natomiast podział ugrupowana dywizji:
- marszowy: awangarda, korpus (siły główne) i ariergarda;
- bojowy: pierwsza i druga linia piechoty, prawe i lewe skrzydło (przeważnie jazda), i korpus rezerwowy

## Dowódca
- gen. Józef Zajączek